# CITY Shopping Center
CITY Shopping Center (Си́ти Шо́пинг Центр) — торговый центр центр класса А, расположенный в центральной части города Актобе, в 12 микрорайоне, вдоль проспекта Абилкайыр хана.

## История

### Строительство
Строительство CITY Shopping Center было начато в 2013 году. Проект 4-этажного здания (3 этажа + цокольный этаж) в современном стиле в виде ступенчатой пирамиды был разработан турецкой компанией Erozu Architects. Общий объём инвестиций составил 2,5 млрд тенге.

### Открытие
Торжественное открытие CITY Shopping Center состоялось 3 апреля 2015 года при участии президента Казахстана Нурсултана Назарбаева. Торговый центр обеспечил рабочими местами около 500 человек.

## Расположение, характеристики и график работы
CITY Shopping Center расположен в 12 микрорайоне города Актобе, вдоль центрального проспекта Абилкайыр хана. Вблизи расположены отель «Dastan Hotel Aktobe» и бизнес-центр «Dastan», мечеть Нур Гасыр, водно-зелёный бульвар Единства и Согласия, крупные жилые комплексы «Актобе Ажары» и «Арай». Прямо возле входа в торговый центр расположена автобусная остановка «12-й микрорайон».
Общая площадь центра составляет 8000 м². На самом верхнем этаже располагается ресторан «CITY Restaurant & Lounge» с летней террасой и панорамным видом, а также бильярдный клуб и два VIP зала, в целом на 300 посадочных мест. На цокольном этаже торгового комплекса находятся фуд-корт «PiPaSa» и магазин одежды «KOTON». На первом этаже CITY Shopping Center располагаются ювелирные магазины «Алтын Тас». Возле торгового центра предусмотрена автомобильная парковка на 100 мест.